# Pentastira megista
Pentastira megista är en insektsart som beskrevs av Alexander Fyodorovich Emeljanov 1978. Pentastira megista ingår i släktet Pentastira och familjen kilstritar. Inga underarter finns listade i Catalogue of Life.